# Bluszcz himalajski
Bluszcz himalajski (Hedera nepalensis K. Koch) – gatunek wiecznie zielonego pnącza należący do rodziny araliowatych (Araliaceae). Występuje w Afganistanie, Bhutanie, Chinach, Indiach, Nepalu, Laos, Mjanmie, Tajlandii, Wietnamie.

## Morfologia

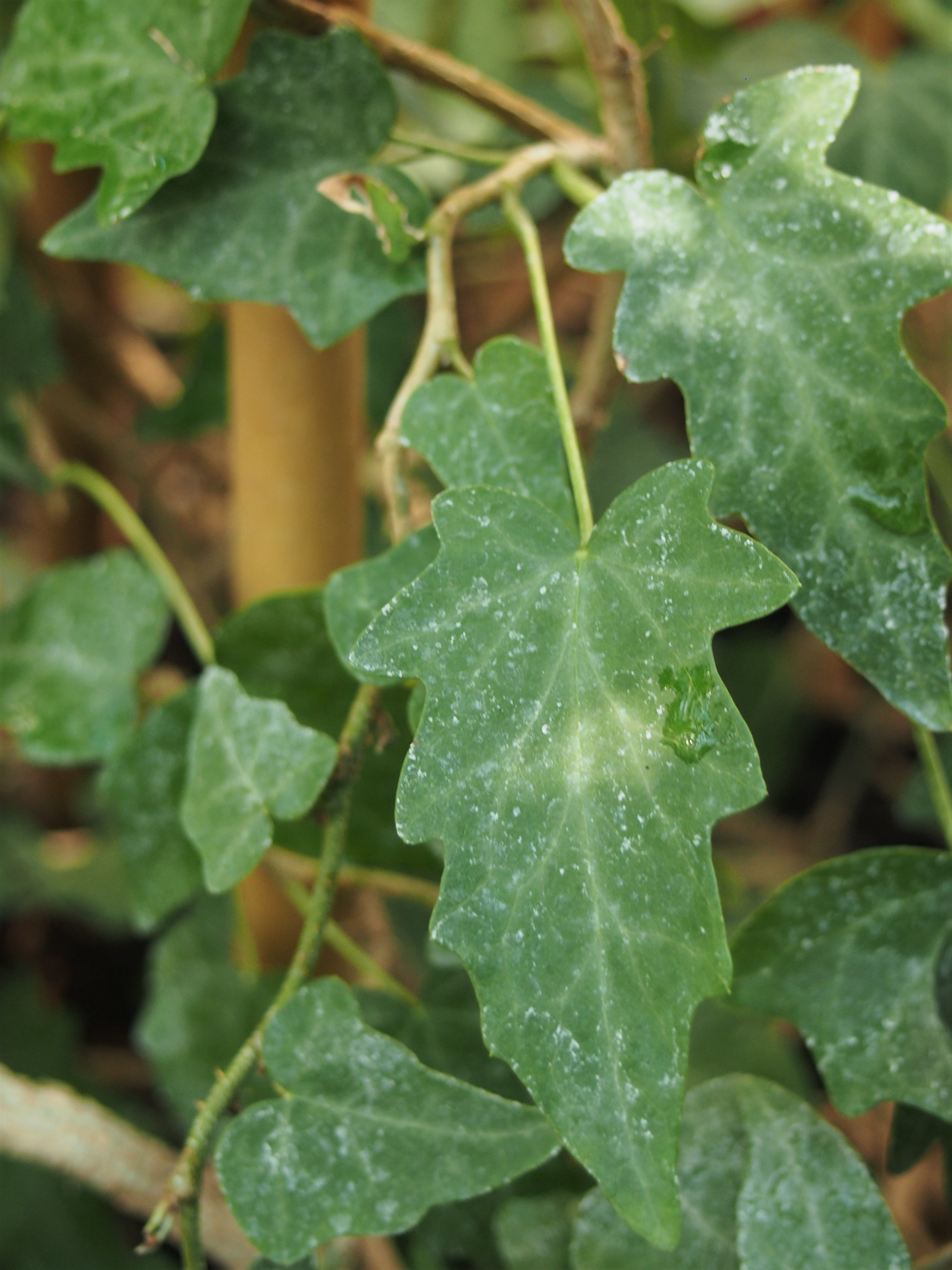
Liście bluszczu himalajskiego

ŁodygaPłożąca się lub pnąca do wysokości 30 m przy pomocy korzonków przybyszowych.
LiścieZimozielone, skrętoległe, z wierzchu ciemnozielone, błyszczące, pod spodem jaśniejsze, nagie, skórzaste, lancetowate, owalne, do klapowanych (klapy nieparzyste, zazwyczaj 3, trójkątne), u nasady sercowate do klinowatych, szczyt nieco zaostrzony lub tępy.
KwiatyObupłciowe, drobne, 5-krotne, zebrane w baldachowate wiechy. Szypułki kwiatowe (długości 7–12 mm) i kwiatostanowe owłosione. Kielich całobrzegi, niepodzielony. Płatki korony żółte. Pręcików 5, pylniki 1–2 mm długości. Szyjka słupka krótka, pojedyncza.
OwocePestkowce, spłaszczone, 5–7 mm długie, 5–10 mm szerokie, o barwie pomarańczowej do czerwonej.

## Biologia i ekologia
Roślina kwitnie od października do kwietnia.
Roślina trująca – wszystkie jej części są trujące, ponieważ zawierają saponiny (np. hederynę), które działają drażniąco na skórę i spojówki oka, a po spożyciu wywołują zaburzenia przewodu pokarmowego i układu nerwowego. Może dochodzić do hemolizy erytrocytów.
Występuje przeważnie na wilgotnej glebie w cieniu, na wys. 1000–3000 m n.p.m. Wspina się po skałach i pniach drzew za pomocą korzeni przybyszowych.

## Zmienność
Wyróżnia się dwie odmiany:
- Hedera nepalensis var. nepalensis
- Hedera nepalensis K. Koch var. sinensis (Tobler) Rehder – występuje w Chinach.

## Zastosowanie
Roślina ozdobna, rzadko używana jako roślina okrywowa lub ozdobne pnącze w ogrodach i parkach. Wytrzymałość na mrozy duża (do 8 strefy USDA).